# 諫早市立遠竹小学校
諫早市立遠竹小学校（いさはやしりつ とおたけしょうがっこう、Isahaya City Totake Elementary School）は、かつて長崎県諫早市小長井町遠竹にあった公立の小学校。
2025年（令和7年）3月末に、諫早市立長里小学校とともに、諫早市立小長井小学校に統合された。。

## 概要
歴史
1873年（明治6年）に創立。2013年（平成25年）に創立140周年を迎えた。2025年（令和7年）3月末をもって閉校し、152年の歴史に幕を下ろした。
校訓
「やる気、げん気、こん気、思いやり」
校章
1976年（昭和51年）に制定。桜の花弁の絵を背景にして、校名の頭文字「と」の文字と「小」の文字を図案化して組み合わせたものを置いている。
校歌
1972年（昭和47年）に制定。作詞は西川武治、作曲は野中寅雄による。歌詞は3番まであり2番に校名の「遠」が、3番に「竹」が登場する。
校区
「長崎県諫早市小長井町」の後に「遠竹」が続く地域（小長井地区北部）。中学校区は諫早市立小長井中学校。

## 沿革
- 1873年（明治6年）- 「遠竹小学校」が創立。
- 1875年（明治8年）- 第五大学区長崎県管下第一中学区高来郡の小学校として長崎県に認可される[3]。
- 1878年（明治11年）- 郡制の施行により、北高来郡に属することとなる。
  - この時、井崎・小川原浦・田原・遠竹の小学校4校が統合され「崎原小学校」となる。
- 1899年（明治32年）-「小長井尋常高等小学校 遠竹分校」が設置される。
- 1901年（明治34年）4月1日 - 小長井尋常高等小学校から分離し、「遠竹尋常小学校」として独立。
- 1908年（明治41年）4月1日 - 小学校令の改正により、義務教育年限（尋常科の修業年限）が4年から6年に延長されたため、尋常科5年を新設。
- 1909年（明治42年）4月1日 - 尋常科6年を新設。
- 1924年（大正13年） - 現在地に移転。
- 1941年（昭和16年）4月1日 - 国民学校令の施行により、「小長井村遠竹国民学校」に改称。尋常科を初等科に改める（初等科6年のみ）。
- 1947年（昭和22年）4月1日 - 学制改革（六・三制の実施）により、遠竹国民学校の初等科が改組され、「小長井村立遠竹小学校」となる。
- 1954年（昭和29年）3月 - 新校舎が完成。
- 1966年（昭和41年）11月1日 - 小長井村が町制施行により小長井町となる。これにより「小長井町立遠竹小学校」に改称。
- 1972年（昭和47年）3月31日 - 体育館が完成。校歌を制定。
- 1973年（昭和48年）- 創立100周年記念式典を挙行。
- 1976年（昭和51年）- 校章を制定。
- 1982年（昭和57年）- 鉄筋コンクリート造2階建ての新校舎・プールが完成。
- 1983年（昭和58年）- 完全給食を開始。校旗を制定。
- 1992年（平成4年）- 校訓碑を建立。
- 1997年（平成9年）- 新体育館が完成。
- 1999年（平成11年）- パソコンを導入。
- 2005年（平成17年）3月1日 - 市町村合併により「諫早市立遠竹小学校」（現校名）に改称。校旗を新調（小長井町立が諫早市立に変わったため）。
- 2025年（令和7年）3月31日 - 諫早市立小長井小学校への統合により、閉校[1]。

## アクセス
最寄りの鉄道駅
- JR九州 長崎本線 「肥前大浦駅」

最寄りのバス停
- 長崎県交通局（長崎県営バス）「釜」バス停

最寄りの国道・県道
- 国道207号
- 多良岳南部広域農道（通称：多良岳レインボーロード、長崎県）- 多良岳広域農道（佐賀県）と接続している。

## 周辺
- 遠竹保育園
- 諫早市消防団小長井支団第1分団詰所

## 関連事項
- 長崎県小学校の廃校一覧